# رولان بيرتن
رولان بيرتن (بالفرنسية: Roland Bertin)‏ هو ممثل فرنسي، ولد في 16 نوفمبر 1930 بباريس في فرنسا.

## أعمال

### أفلام
- (1979) الأخوات برونتي
- (1981) ديفا

## وصلات خارجية
- رولان بيرتن على موقع IMDb (الإنجليزية)
- رولان بيرتن على موقع ألو سيني (الفرنسية)
- رولان بيرتن على موقع أول موفي (الإنجليزية)
- رولان بيرتن على موقع قاعدة بيانات الأفلام السويدية (السويدية)
- رولان بيرتن على موقع قاعدة بيانات الفيلم (الإنجليزية)
- رولان بيرتن على موقع كينوبويسك (الروسية)